# Commune de Audru
La Halinga de Audru (en estonien : Audru vald) est une municipalité rurale d'Estonie située dans le Comté de Pärnu. Elle s'étend sur 379 km2 et a 5 344 habitants au 1er janvier 2012.

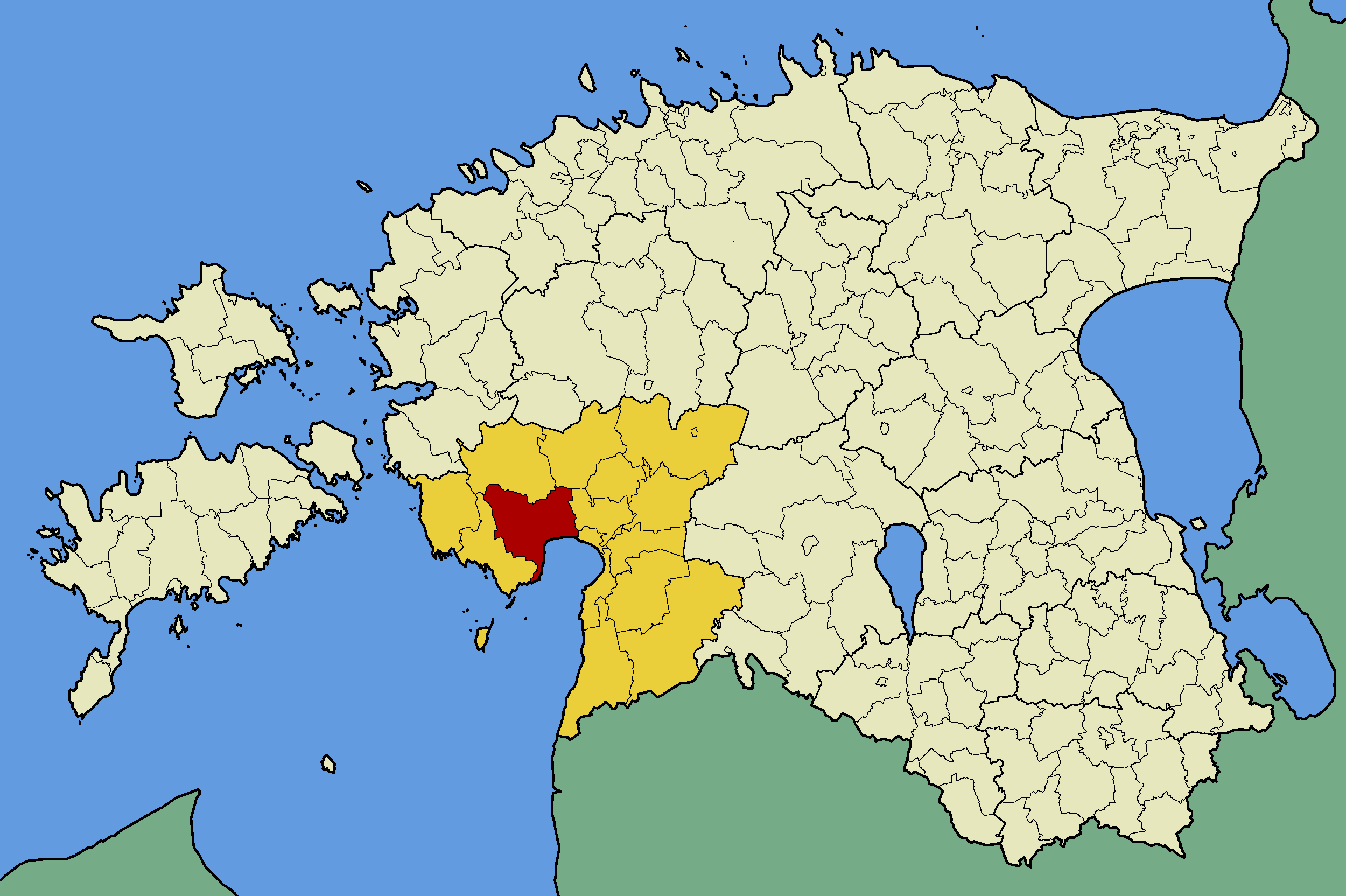
Commune de Audru (en rouge) dans le Comté de Pärnu (en jaune).

## Municipalité
La municipalité regroupe un bourg et 25 villages :

### Bourg
Audru

### Villages
Ahaste, Aruvälja, Eassalu, Jõõpre, Kabriste, Kihlepa, Kõima, Kärbu, Lemmetsa, Liiva, Lindi, Liu, Malda, Marksa, Oara, Papsaare, Põhara, Põldeotsa, Ridalepa, Saari, Saulepa, Soeva, Soomra, Tuuraste et Valgeranna.